# Сюр (село)
Сюр (венг. Szűr) — посёлок(község) в медье Баранья в Венгрии.

## История
Впервые упоминается в 1542 году. В годы турецкого нашествия была уничтожена. В XVIII веке здесь поселились немецкие колонисты. Согласно переписи 1910 года, в деревне Сюр было 657 жителей, из которых 17 были венграми, а 640 — немцами. После Второй мировой войны значительное число жителей немецкой национальности уехало в Германию.
На 1 января 2015 года в посёлке проживало 253 человека.

## Население
| Год  | Численность | Численность |
| ---- | ----------- | ----------- |
| 2013 | 268         | [ 4 ]       |
| 2014 | 259         | [ 5 ]       |
| 2015 | 253         | [ 6 ]       |
| 2019 | 224         | [ 7 ]       |
| 2021 | 229         | [ 8 ]       |
| 2022 | 254         | [ 9 ]       |
| 2023 | 240         | [ 10 ]      |
| 2024 | 236         | [ 2 ]       |